# جشنواره بین‌المللی مد و پوشاک فجر
جشنواره بین‌المللی مد و پوشاک فجر یک رویداد مد دولتی در ایران است که هرسال در این کشور، برگزار می‌شود. این رویداد، طراحان مد و پوشاک را از سراسر جهان، به سوی خود می‌کشد. از دیدگاه آماری، به عنوان نمونه، نهمین جشنواره بین‌المللی مد و پوشاک فجر، میزبان هفت هزار اثر بوده‌است که اعلام شد نزدیک به سه هزار مورد از آنان، پس از جشنواره، به تولید انبوه سوق داده خواهند شد.
شاهین فاطمی، مدیرعامل چرم درسا، در هفتمین جشنواره بین المللی مد و لباس فجر با موضوع کارآفرینی در صنعت پوشاک سخنرانی کرده است.

## هدف و منش جشنواره
بر اساس اعلام‌های رسمی، این رویداد، با هدف نگاهی نو به بازار مربوطه، ایجاد فضای رقابتی میان طراحان مد و پوشاک، تشویق طراحان به ارائه دادن طرح و الگوهای به‌روز و نوآورانه، کمک به ارتقای طراحی ایران، با الهام از نمادهای هنر ایرانی اسلامی و کشف استعدادهای نو، برگزار می‌شود.